# Czarnowo (województwo lubuskie)
Czarnowo (niem. Neuendorf) – wieś w Polsce położona w województwie lubuskim, w powiecie krośnieńskim, w gminie Krosno Odrzańskie.
W latach 1975–1998 miejscowość administracyjnie należała do województwa zielonogórskiego.

## Historia wsi
Po wypędzeniu braci polskich z terenu Rzeczypospolitej w 1664 roku osiedlił się tu z rodziną Krzysztof Niemirycz, poeta. Jego "Bajki Ezopa" pisane wierszem wolnym wydane zostały w pobliskim Krośnie Odrzańskim w 1699 roku. Niemirycz zmarł przypuszczalnie w Czarnowie ok. 1710 roku.

## Zabytki
- Kościół z XIX wieku